# Elias Ellefsen á Skipagøtu
Elias Ellefsen á Skipagøtu (født 19. maj 2002) er en færøsk håndboldspiller, der spiller for THW Kiel og det færøske landshold.
Siden sommeren 2023 har han en fireårig kontrakt med den tyske topklub THW Kiel.